# Nobelprisen
Nobelprisen er en international hæderspris, der uddeles årligt indenfor seks områder som anerkendelse for en væsentlig videnskabelig eller kulturel indsats. Prisen er opkaldt efter dynamittens svenske opfinder Alfred Nobel, der indstiftede de fem oprindelige Nobelpriser (i fysik, kemi, medicin, litteratur samt fredsprisen) i sit testamente. Beløbene til de oprindelige fem priser tages af Nobelstiftelsens midler. I 1968 indstiftede Sveriges Riksbank en pris i økonomisk videnskab til Alfred Nobels minde, der normalt opfattes som en Nobelpris på linje med de oprindelige fem. Den administreres også af Nobelstiftelsen og behandles og uddeles efter samme principper som de øvrige Nobelpriser. Nobelstiftelsens bestyrelse har siden besluttet, at den ikke vil tillade flere nye priser.
Siden 1901 er priserne blevet uddelt årligt på Nobels dødsdag, den 10. december. Priserne er bredt anerkendt som den mest prestigefyldte æresbevisning indenfor områderne litteratur, medicin, fred, fysik, kemi og økonomi.

## Der uddeles følgende Nobelpriser
- Nobelprisen i fysik
- Nobelprisen i kemi
- Nobelprisen i fysiologi eller medicin
- Nobelprisen i litteratur
- Nobels fredspris
- Sveriges Riksbanks pris i økonomisk videnskab til Alfred Nobels minde (Nobelprisen i økonomi)

## Udvælgelse og uddeling
Prismodtagerne i fysik, kemi og økonomi vælges af Kungliga vetenskapsakademien, i fysiologi eller medicin af Nobelförsamlingen vid Karolinska Institutet, i litteratur af Svenska akademien og Nobels fredspris af Den Norske Nobelkomité, som er udpeget af det norske Storting. Bortset fra fredsprisen varetager en mindre komité indenfor hvert område det forberedende arbejde med indstilling af kandidater til den endelige beslutning.
Nobelpriserne bliver uddelt i koncerthuset i Stockholm med undtagelse af Nobels fredspris, som uddeles i Norge. Grunden er, at Norge og Sverige var i union, og Sverige styrede udenrigspolitikken, da Nobel skrev sit testamente. Nobel mente derfor, at risikoen for politisk korrumpering ville være mindre, hvis Norge forestod fredsprisuddelingen. Alle prismodtagerne offentliggøres i oktober hvert år, mens priserne uddeles på Alfred Nobels dødsdag den 10. december.

## Prisens størrelse
De første beløb, der blev uddelt i 1901, var på 150.782 svenske kroner, hvilket omregnet til 2021 priser svarer til 8,7 mio. svenske kr. I de følgende år blev beløbet ikke  nævnenærdigt ændret og realværdien af prisen faldt. I 1980 var prisen kun steget til 880.000 svenske kr. hvilket svarer til 3,0 mio. svenske kr. Frem mod 2001 steg uddelingsbeløbet til 10 mio. svenske kr. (12,6 mio. 2021-kr.). I forbindelse med Finanskrisen 2007-2009, hvor fonden mistede en del penge, blev beløbet nedsat til 8 mio. kr., men er i dag (2021) tilbage på 10 mio. kr., hvilket svarer til 117% af den oprindelige købekraft. Er der flere modtagere af en Nobelpris, deler de.

## Prismodtagerstatistik
Der er tre personer der har fået tildelt Nobelprisen to gange: Marie Curie i fysik (1903) og derefter i kemi (1911), og John Bardeen i fysik (1956) og (1972), og 
Karl Barry Sharpless I kemi i 2001 og 2022.

## Danske Nobelprismodtagere
Følgende danskere har modtaget en Nobelpris:
- Niels Ryberg Finsen 1903 i fysiologi og medicin for sine forsøg med lys i sygdomsbehandling
- Fredrik Bajer fredsprisen 1908 sammen med svenskeren Klas Pontus Arnoldson som påskønnelse af deres arbejde i fredssagens tjeneste
- Henrik Pontoppidan og Karl Gjellerup 1917 i litteratur
- August Krogh 1920 i fysiologi og medicin for undersøgelserne af kapillærernes fysiologi
- Niels Bohr 1922 i fysik for sine afhandlinger om de såkaldte Bohrs postulater
- Johannes Fibiger 1926 i fysiologi og medicin for at have påvist, at cancer kan fremkaldes eksperimentelt
- Henrik Dam 1943 i fysiologi og medicin (sammen med amerikaneren Edward Adelbert Doisy) for opdagelsen af vitamin K
- Johannes V. Jensen 1944 i litteratur
- Aage Bohr, Ben Roy Mottelson og James Rainwater 1975 i fysik
- Niels K. Jerne 1984 i fysiologi og medicin sammen med vesttyskeren George J. S. Köhler og argentineren Cesar Millstein for deres arbejde med teorier vedrørende kroppens immunsystem og opdagelsen af princippet for produktion af monoklonale modstandsstoffer
- Jens Christian Skou 1997 i kemi (sammen med amerikaneren Paul D. Boyer og briten John E. Walker) for sin opdagelse af natriumpumpen, der styrer ionbalancen i levende celler.
- Morten Meldal 2022 i kemi (sammen med amerikanerne Karl Barry Sharpless og Carolyn R. Bertozzi) for deres opdagelse af kobber-aktiveret klikkemi, og dets brug i bioorthogonal kemi (en) i levende celler.